# Me (album của Super Junior-M)
迷 (Me) (tiếng Trung: 迷; bính âm: mí) là album phòng thu đầu tiên và cũng là album ra mắt của nhóm nhạc Mandopop Hàn Quốc Super Junior-M, một nhóm nhỏ của Super Junior. Me được phát hành dưới dạng CD tại vài tỉnh của Trung Quốc từ ngày 23 tháng 4 năm 2008. Một phiên bản tiếng Hàn của album với 3 ca khúc thêm vào đã được phát hành ở Hàn Quốc vào ngày 30 tháng 4 năm 2008. Phiên bản sửa đổi được phát hành tại Đài Loan, Hong Kong, Malaysia, Thái Lan, Nhật Bản, và các nước châu Á khác vào ngày 2 tháng 5 năm 2008.
Avex Taiwan phát hành phiên bản Asia Deluxe Edition repackage cho album này vào ngày 1 tháng 8 năm 2008, không chỉ có thêm 3 bonus track như trong phiên bản phát hành tại Hàn Quốc mà còn kèm theo cả DVD.

## Mô tả
Super Junior-M là nhóm nhỏ chính thức thứ ba của Super Junior sau Super Junior-K.R.Y và Super Junior-T, đã ra mắt tại Trung Quốc vào ngày 8 tháng 4 năm 2008 bằng việc quảng bá cho đĩa đơn đầu tiên "U" - một phiên bản chuyển đổi sang Tiếng Quan Thoại từ ca khúc tiếng Hàn thành công nhất của Super Junior đã được phát hành từ năm 2006 là "U". Album 迷 (Me) được thu âm tại Hàn Quốc và mất 3 tháng để hoàn thành. Henry, một thành viên mới được thêm vào Super Junior-M, đã đóng góp công sức vào album bằng khả năng chơi violin điêu luyện của mình, và một thành viên mới nữa là Zhou Mi cũng đã tham gia bằng việc viết lời cho 3 ca khúc trong album.
Không giống như phiên bản gốc của Super Junior, "U" của Super Junior-M được chuyển đổi từ âm thanh trầm sang hip hop và jazz. Bài hát cũng có thêm một đoạn nhạc bridges, với màn trình diễn violin solo của Henry (giống như trong bài Don't Don của Super Junior) và một đoạn dance bridge của Han Geng và Donghae, khiến cho phiên bản này dài hơn khoảng 1 phút so với bản gốc tiếng Hàn. Các bản làm lại khác trong album, chẳng hạn như "Miracle", "Full of Happiness", "Don't Don", "Marry U" và "A Man in Love" vốn là những ca khúc hit trước đó của Super Junior, đều đã được phối lại cho phù hợp hơn với lời bài hát tiếng Trung, nhưng vẫn được giữ lại gần sát với bản gốc tiếng Hàn. "At Least There's Still You" (至少 还有 你) là một phiên bản làm lại từ ca khúc cùng tên vào năm 2000 của Sandy Lam. Những bài hát mới trong album như "Me", "Love Song", "In My Arms", và "The Moment" đã cho thấy rất nhiều các phong cách âm nhạc khác nhau để cho thấy khả năng vận dụng các thể loại âm nhạc đa dạng của Super Junior-M. "Me" là một ca khúc vui vẻ mang phong cách của rock hiện đại với nhịp điệu mới mẻ và đệm tiếng guitar acoustic, và đây cũng là đĩa đơn thứ hai của album. "Love Song" là một ca khúc nhạc dance có nhịp điệu vừa phải với lời bài hát và giai điệu nhẹ nhàng. "In my Arms" là một ca khúc R&B ballad êm dịu với nhịp trống nhanh và mạnh mẽ; phần giai điệu và điệp khúc cũng khiến bài hát trở nên sáng sủa hơn. "The Moment" là một ca khúc nhạc dance nhanh với sự kết hợp tinh tế giữa lời rap và nhạc cụ bộ dây. Ca khúc cuối cùng, "The One", là một bản ballad được sáng tác dành riêng cho Olympic Bắc Kinh 2008. Ca khúc này có lời lẽ hùng tráng và hoa lệ với giai điệu thanh thoát của tiếng violin đi kèm.

## Vị trí ra mắt
"Me" xuất hiện trên nhiều bảng xếp hạng âm nhạc của Trung Quốc ngày sau khi được phát hành vào ngày 30 tháng 4 năm 2008. Doanh số album đặt trước đã ngay lập tức chiếm vị trí thứ #1 tại Amazon Trung Quốc và các trang mua bán trên mạng khác. Me cũng ra mắt tại vị trí thứ #2 trên các bảng xếp hạng Đài Loan sau khi được phát hành vào ngày 2 tháng 5 năm 2008 tại đây, cạnh tranh với album mới của Sodagreen. Album cũng ra mắt tại bảng xếp hạng tháng của MIAK K-pop (Hàn Quốc) với vị trí thứ #10. Sau vài tuần phát hành, "Me" đã đạt vị trí thứ #1 trên bảng xếp hạng Top in Music của Trung Quốc.

## Danh sách bài hát
1. "迷 (Me)" — 3:59
2. "U" (remake từ "U") — 4:08
3. "至少还有你" (remake từ "至少還有你" của Sandy Lam) — 4:14
4. "你是我的奇迹 (Miracle)" (remake từ "Miracle") — 3:19
5. "爱你爱你 (Love Song)" — 2:57
6. "我抱着我 (In my Arms)" — 3:44
7. "Don't Don" (remake từ "돈 돈! (Don't Don)") — 4:12
8. "Marry U" (remake từ "Marry U") – 3:17
9. "我的二分之一 (Full of Happiness)" (remake từ "행복/Happiness") — 3:29
10. "渴望 (A Man In Love)" (remake từ "갈증 (A Man In Love)") — 4:33
11. "这一秒 (The Moment)" — 3:12
12. "The One" — 5:01
13. "迷 (Me)" (KOREAN VER.) 1 — 3:59 (bonus track)
14. "당신이기에" ("至少还有你" KOREAN VER.) 1 — 4:14 (bonus track)
15. "아이니아이니" ("爱你爱你" KOREAN VER.) 1 — 2:57 (bonus track)

1 Bài xuất hiện cả trong "Asia Deluxe Edition".

### Danh sách bài hát bằng tiếng Anh
1. "Charm (Me)" — 3:59
2. "U" (remake từ "U") — 4:08
3. "At Least There's Still You" (remake từ "At Least There's Still You") — 4:14
4. "You Are My Miracle (Miracle)" (remake từ "Miracle") — 3:19
5. "Love You Love You (Love Song)" — 2:57
6. "I Hug Myself (In my Arms)" — 3:44
7. "Don't Don" (remake từ "Money Money! (Don't Don)") — 4:12
8. "Marry U" (remake từ "Marry U") — 3:17
9. "My Half (Full of Happiness)" (remake từ "Happiness") — 3:29
10. "Thirst (A Man In Love)" (remake từ "Thirst (A Man In Love)") — 4:33
11. "This Second (The Moment)" — 3:12
12. "The One" — 5:01
13. "Charm (Me)" (KOREAN VER.) 1 — 3:59 (bonus track)
14. "Because Of You" ("At Least There's Still You" KOREAN VER.) 1— 4:14 (bonus track)
15. "Ainiaini" ("Love Song" KOREAN VER.) 1— 2:57 (bonus track)

### Danh sách DVDAsia Deluxe Edition
1. Trailer ra mắt – Han Geng
2. Trailer ra mắt – Siwon và Donghae
3. Trailer ra mắt – Kyuhyun và Henry
4. Trailer ra mắt – Ryeowook và Zhou Mi
5. Hậu trường quay MV "U", (phụ đề Tiếng Trung)
6. MV "U" (Phụ đề tiếng Trung)

## Thành phần tham gia album

### Hát
| - Han Geng – trừ bài số 6 - Siwon – trừ bài số 6 - Donghae – trừ bài số 6 - Kyuhyun – Tất cả các bài - Henry – trừ bài số 6 - Ryeowook – Tất cả các bài - Zhou Mi – Tất cả các bài - Kim Jung-Bae – guitar (bài số 1, 3) - Min Jae-Hyun – bass (bài số 1, 3, 5) - Ham Chun-Ho – guitar (bài số 2) - Song Gwang-Sik – electric piano (bài số 2, 5) - K-strings – strings (bài số 2, 3, 5, 6, 8, 9, 11, 12) - Henry – violin (bài số 2, 7, 11, 12) - Song Young-Joo – piano (bài số 3) - Ko Tae-Young – guitar (bài số 4, 11) - Sam Lee – guitar (bài số 5, 6, 8, 12) - Groovie.K – electric guitar (bài số 7); acoustic guitar (bài số 10) - Gil Eun-Kyung – keyboard (bài số 8) - Lee Sung-Ryul – guitar (bài số 9) - Yoo Young-jin – acoustic guitar (bài số 10) | - Han Geng – (giọng nam cao), rapper; bài số 2, 6, 7, 10 - Siwon – (giọng nam trung); bài số 2, 6, 7 - Donghae – (giọng nam cao), rapper; bài số 2, 6, 7, 10 - Kyuhyun – (giọng nam trầm); bài số 1, 2, 3, 5, 6, 7, 8, 9, 11, 12 - Henry – (giọng nam cao), rapper; bài số 6, 7 - Ryeowook – (giọng nam cao); bài số 1, 2, 3, 5, 6, 7, 8, 9, 10, 12 - Zhou Mi – (giọng nam cao), rapper; bài số 1, 3, 5, 6, 7, 8, 9, 10, 11, 12 - Kenzie – bài số 1 - Yesung (Super Junior) – (giọng nam trung); bài số 2 - Yoo Young-jin – bài số 2, 7, 10 - Kim Hyeon-A – bài số 6, 10 - Hwang Sung-Je – bài số 9 - Lee Joo-Hyoung – bài số 9 |

## Trên các bảng xếp hạng

### Xếp hạng doanh số album tháng (Hàn Quốc)
Số liệu lấy từ cả doanh số bán offline và online.
| Tháng    | 1 (Tháng 4) | 2 (Tháng 5) |
| -------- | ----------- | ----------- |
| Vị trí   | 10          | 23          |
| Doanh số | (7,915)     | (1,976)     |
| Tổng     | 7,915       | 9,891       |

### Vị trí trên các bảng xếp hạng

#### Trung Quốc (Đại Lục)
| Bảng xếp hạng        | Vị trí ra mắt | Vị trí cao nhất | Số tuần        |
| -------------------- | ------------- | --------------- | -------------- |
| Amazon Music Charts  | 1             | 1               | (còn tiếp tục) |
| Beijing Music Charts | 1             | 1               | (còn tiếp tục) |
| Top in Music         | 3             | 1               | (còn tiếp tục  |

#### Hàn Quốc
| Bảng xếp hạng     | Vị trí ra mắt | Vị trí cao nhất | Số tuần        |
| ----------------- | ------------- | --------------- | -------------- |
| Hanteo Charts     | 28            | 16              | (còn tiếp tục) |
| MIAK K-pop Charts | 10            | 10              | (còn tiếp tục) |

#### Đài Loan
| Bảng xếp hạng           | Vị trí ra mắt | Vị trí cao nhất | Số tuần        |
| ----------------------- | ------------- | --------------- | -------------- |
| G-Music Combo Charts    | 2             | 2               | (còn tiếp tục) |
| G-Music Mandarin Charts | 2             | 2               | (còn tiếp tục) |
| Five Music Charts       | 2             | 2               | (còn tiếp tục) |

#### Thái Lan
| Bảng xếp hạng                    | Vị trí ra mắt | Vị trí cao nhất | Số tuần        |
| -------------------------------- | ------------- | --------------- | -------------- |
| B2S International Category Chart | 1             | 1               | (còn tiếp tục) |